# Luàna Bajrami
Luàna Bajrami (Distretto di Ferizaj, 14 marzo 2001) è un'attrice kosovara naturalizzata francese.

## Biografia
Nata in Kosovo, ha vissuto lì fino all'età di 7 anni, prima di trasferirsi a Créteil, nei pressi di Parigi. Ha cominciato a recitare già da bambina in film per la televisione, esordendo sul grande schermo col ruolo di una «glaciale» studentessa delle superiori ad alto potenziale cognitivo nel thriller L'ultima ora (2018).
All'età di 18 anni ha recitato nell'apprezzato dramma in costume Ritratto della giovane in fiamme (2019), venendo candidata al premio César per la migliore promessa femminile per la sua interpretazione di Sophie, una dei tre personaggi principali del film. Nel 2021 ha esordito alla regia col film La Colline où rugissent les lionnes, presentato alla Quinzaine des Réalisateurs, e ha ricoperto un ruolo di supporto nel Leone d'oro La scelta di Anne - L'Événement.

## Filmografia parziale
- L'ultima ora (L'Heure de la sortie), regia di Sébastien Marnier (2018)
- Ritratto della giovane in fiamme (Portrait de la jeune fille en feu), regia di Céline Sciamma (2019)
- Fête de famille, regia di Cédric Kahn (2019)
- La scelta di Anne - L'Événement (L'Événement), regia di Audrey Diwan (2021)
- Cut! Zombi contro zombi (Coupez!), regia di Michel Hazanavicius (2022)
- Un anno difficile (Une année difficile), regia di Olivier Nakache e Éric Toledano (2023)
- Vie privée, regia di Rebecca Zlotowski (2025)

## Riconoscimenti
- Premio César
  - 2020 – Candidatura alla migliore promessa femminile per Ritratto della giovane in fiamme